# Sea Baby
Sea Baby (укр. «Морський малюк») — український багатоцільовий безпілотний надводний апарат (БНА), розроблений Службою безпеки України під час повномасштабного російського вторгнення в Україну. БНА цього типу брали активну участь у битві за Чорне море та завдали ушкоджень кільком російським кораблям.
Може нести вибухову бойову частину та самознищуватись при атаці, але також може нести інше обладнання. Зокрема, їх використовують для морського мінування.

## Історія
За версією СБУ, ідея створення безпілотних ударних човнів належить бригадному генералу СБУ на псевдо «Хантер». Перші моделі було створено до липня 2022 року в колаборації з фахівцями ВМСУ та деякою приватною компанією. Пізніше в СБУ вирішили розробляти безпілотники самостійно, результатом чого став Sea Baby, а ця приватна компанія пізніше створила БНА «Маґура» для ГУР.
Моделі кінця 2023 року вже мали кілька дублювальних систем зв'язку, були виготовлені з малопомітних матеріалів і мали бойові частини до 850 кг, порівняно зі 108-кілограмовими у перших версіях.
В останні місяці 2023 року Sea Baby перетворились із камікадзе на багатоцільову платформу, що може виконувати різні задачі. За словами «Хантера» філософією розвитку БНА стала декомпозиція бойового корабля на окремі елементи, як засоби ППО, засоби ураження, засоби захисту тощо, які встановлюються на окремі безпілотні човни. 
В січні 2024 року СБУ представили Sea Baby, обладнаний 2—6 реактивними вогнеметами, подібними до РПВ-16.
22 лютого 2024 року фонд UNITED24 разом з monobank у представництві генерального директора Олега Гороховського, блогерів Сергія Стерненка та Ігоря Лаченкова запустили збір на суму 297,5 млн грн на 35 човнів.
6 березня 2024 року бригадний генерал військової контррозвідки СБУ Іван Лукашевич представив перший з БНА на ім'я «Авдіївка», що став потужнішим за минулі зразки. В СБУ розповіли, що цей безпілотник є багаторазовим і має власне озброєння, за допомогою якого може уражати цілі та допомагати дешевшим безпілотникам.
22 травня 2024 року повідомили, що за допомогою донатів, що були зібрані на платформі «UNITED24», тепер дрони оснащені РСЗВ «Град» якими будуть знищувати ворога.

## Бойове застосування
17 липня 2023 року о 03:04 та 03:20 за місцевим часом два Sea Baby атакували Кримський міст, внаслідок чого було пошкоджено опору та проліт моста.
14 вересня 2023, ймовірно, уражено малий ракетний корабель «Самум», пізніше з'явилось відео буксирування корабля з помітним креном. 
У жовтні 2023 ушкоджень від атаки Sea Baby зазнали патрульний корабель проєкту 22160 «Павло Державін», буксир «Професор Микола Муру», а у грудні — протимінний корабель «Володимир Козицький». Ці кораблі підірвались на встановлених безпілотниками мінах.